# Conus giorossii
Espèce
Statut de conservation UICN

 DD  : Données insuffisantes
Conus giorossii est une espèce de mollusques gastéropodes marins de la famille des Conidae.
Comme toutes les espèces du genre Conus, ces escargots sont prédateurs et venimeux. Ils sont capables de « piquer » les humains et doivent donc être manipulés avec précaution, voire pas du tout.

## Description
La taille de la coquille varie entre 24 mm et 33 mm.

## Distribution
Cette espèce marine d'escargot conique se trouve au large de Florès, en Indonésie.

### Niveau de risque d’extinction de l’espèce
Selon l'analyse de l'UICN réalisée en 2011 pour la définition du niveau de risque d'extinction, cette espèce est endémique à l'Indonésie où elle est limitée à l'île de Florès. Cette espèce semble être très restreinte dans son aire de répartition n'étant trouvée que sur le site de l'holotype. En raison de l'incertitude taxonomique, cette espèce est classée dans la catégorie Données insuffisantes.

## Taxonomie

### Publication originale
L'espèce Conus giorossii a été décrite pour la première fois en 2005 par le malacologiste italien Luigi Bozzetti (d) (1948-) dans la publication intitulée « Malacologia Mostra Mondia »,.

### Synonymes
- Conus (Phasmoconus) giorossii Bozzetti, 2005 · appellation alternative
- Phasmoconus giorossii (Bozzetti, 2005) · non accepté

## Identifiants taxonomiques
- Ressources relatives au vivant :   - Global Biodiversity Information Facility
  - iNaturalist
  - Interim Register of Marine and Nonmarine Genera
  - SeaLifeBase
  - Union internationale pour la conservation de la nature
  - World Register of Marine Species

Chaque taxon catalogué par les bases de données biologiques et taxonomiques possède un identifiant qui permet d'établir un point de référence. Les identifiants de Conus giorossii dans les principales bases sont les suivants :
CoL : XXGR - GBIF : 5728359 - iNaturalist : 431990 - IRMNG : 11807643 - TAXREF : 155507 - UICN : 192462 - WoRMS : 389770